# Bahnhof Deventer
Der Bahnhof Deventer ist der größte Bahnhof der niederländischen Stadt Deventer. Der Bahnhof wurde im Jahr 2024 täglich von durchschnittlich von 20.355 Personen frequentiert. Er ist zentraler Knotenpunkt im städtischen öffentlichen Personennahverkehr (ÖPNV). Am Bahnhof verkehren nationale Regional- und Fernverkehrszüge sowie der grenzüberschreitende Intercity von Berlin Ostbahnhof nach Amsterdam Centraal. Der Bahnhof ist als Rijksmonument eingetragen.

## Geschichte
Der Bahnhof wurde am 5. August 1865 mit der Inbetriebnahme des Teilstücks Zutphen – Deventer der Staatslijn A (Arnhem – Leeuwarden) eröffnet. Im November 1887 nahm die Koninklijke Nederlandsche Locaalspoorweg-Maatschappij (KNLS) die Strecke Apeldoorn – Deventer in Betrieb. Diese endete zunächst im nahegelegenen Bahnhof Deventer Rijsterborgh. Erst mit der Inbetriebnahme der Fortsetzung Deventer – Almelo im September 1888 errichtete die betriebsführende HIJSM einen Lokalbahnhof gegenüber dem Bahnhof der Staatsspoorwegen. Die 1910 eröffnete Strecke nach Ommen der Overijsselsche Lokaalspoorweg-Maatschappij Deventer–Ommen (OLDO) nahm ihren Anfang im Bahnhof der SS.

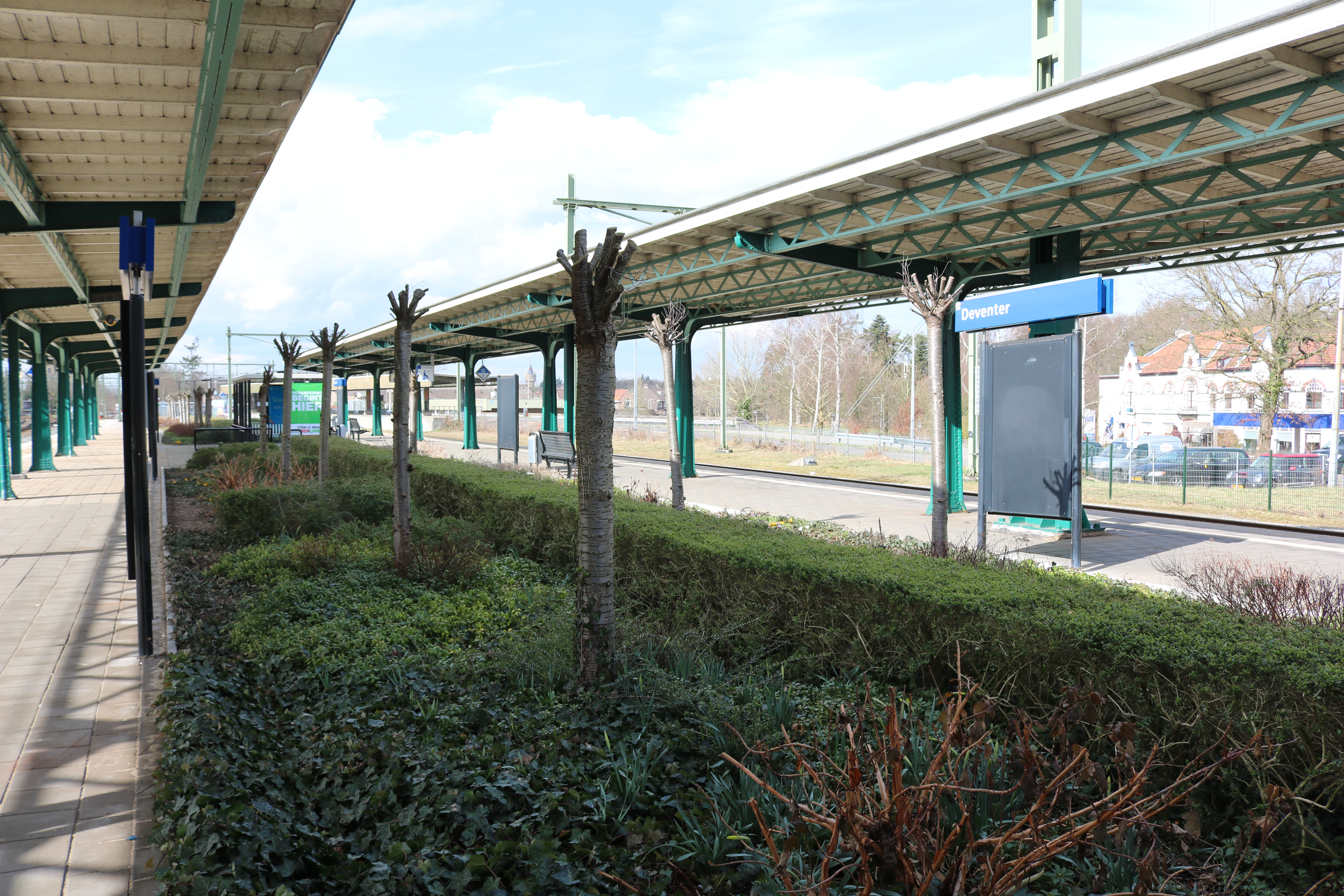
Gleistrog des Kopfgleises der Bahnstrecke Deventer – Ommen, 2018

Im Rahmen der Zusammenlegung beider Bahnhöfe wurde das Empfangsgebäude des Staatsbahnhofs 1914 abgerissen und bis 1920 ein Neubau errichtet. Der Gemeinschaftsbahnhof erhielt einen langen Mittelbahnsteig mit zusätzlichen Kopfgleis für die Strecke nach Ommen am westlichen Ende. Gleichzeitig wurden die Bahnanlagen höher gelegt und östlich des Bahnhofs ein Güterbahnhof angelegt.

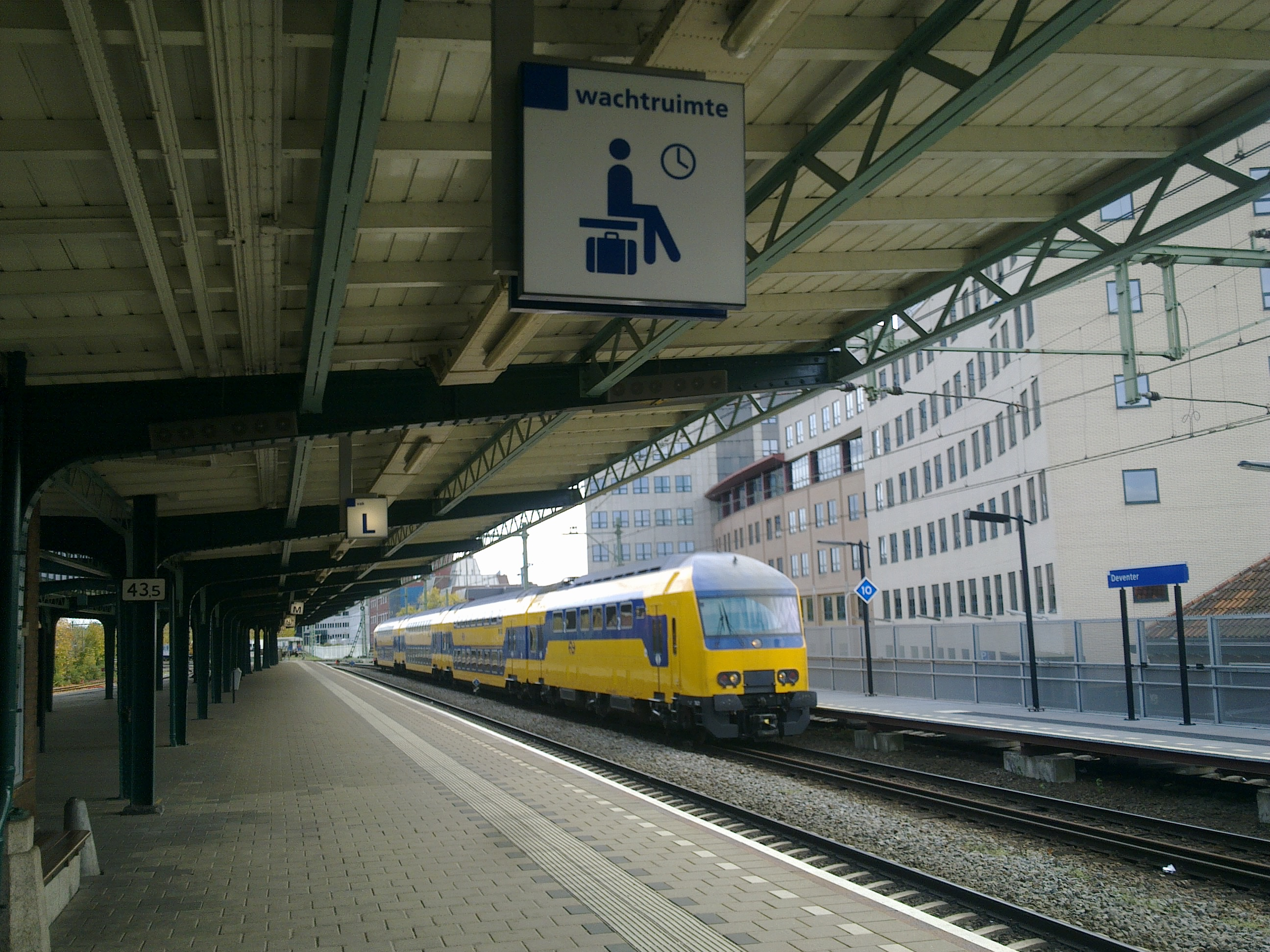
NS DDZ 7527 am provisorischen Bahnsteig an Gleis 2, 2012

Die Ost-West-Verbindung Apeldoorn – Deventer – Almelo entwickelte sich infolge des Zusammenschlusses der Staatsspoorwegen mit der HIJSM, der 1938 mit der Fusion zur Nederlandse Spoorwegen seinen Abschluss fand, zu einer wichtigen Fernverkehrsstrecke in Richtung Deutschland. In den 1920er Jahren fand daher ihr zweigleisiger Ausbau statt. 1935 wurde die Strecke nach Ommen stillgelegt, das Gleis ist heute ungenutzt. In den frühen 1950er Jahren elektrifizierte die NS die Staatslijn A und die ehemalige KNLS-Strecke.
Da der Bahnhof nur über den Mittelbahnsteig an den Gleisen 3/4 verfügte, erwies er sich als Engpass. Um die IC-Verbindung in die Randstad zu verdichten, war daher der Bau eines weiteren Bahnsteigs nötig. 2008 errichtete der Infrastrukturbetreiber ProRail auf dem wenig genutzten Gleis 1 einen provisorischen Bahnsteig mit Zugang von Gleis 2. Im November 2012 begannen die Arbeiten für den neuen dauerhaften Bahnsteig an Gleis 1. Dieser erhielt einen direkten Zugang zum Empfangsgebäude und ist barrierefrei zu erreichen. Nach dem Rückbau des Provisoriums konnte der neue Bahnsteig am 16. Juni 2014 in Betrieb gehen.

## Streckenverbindungen

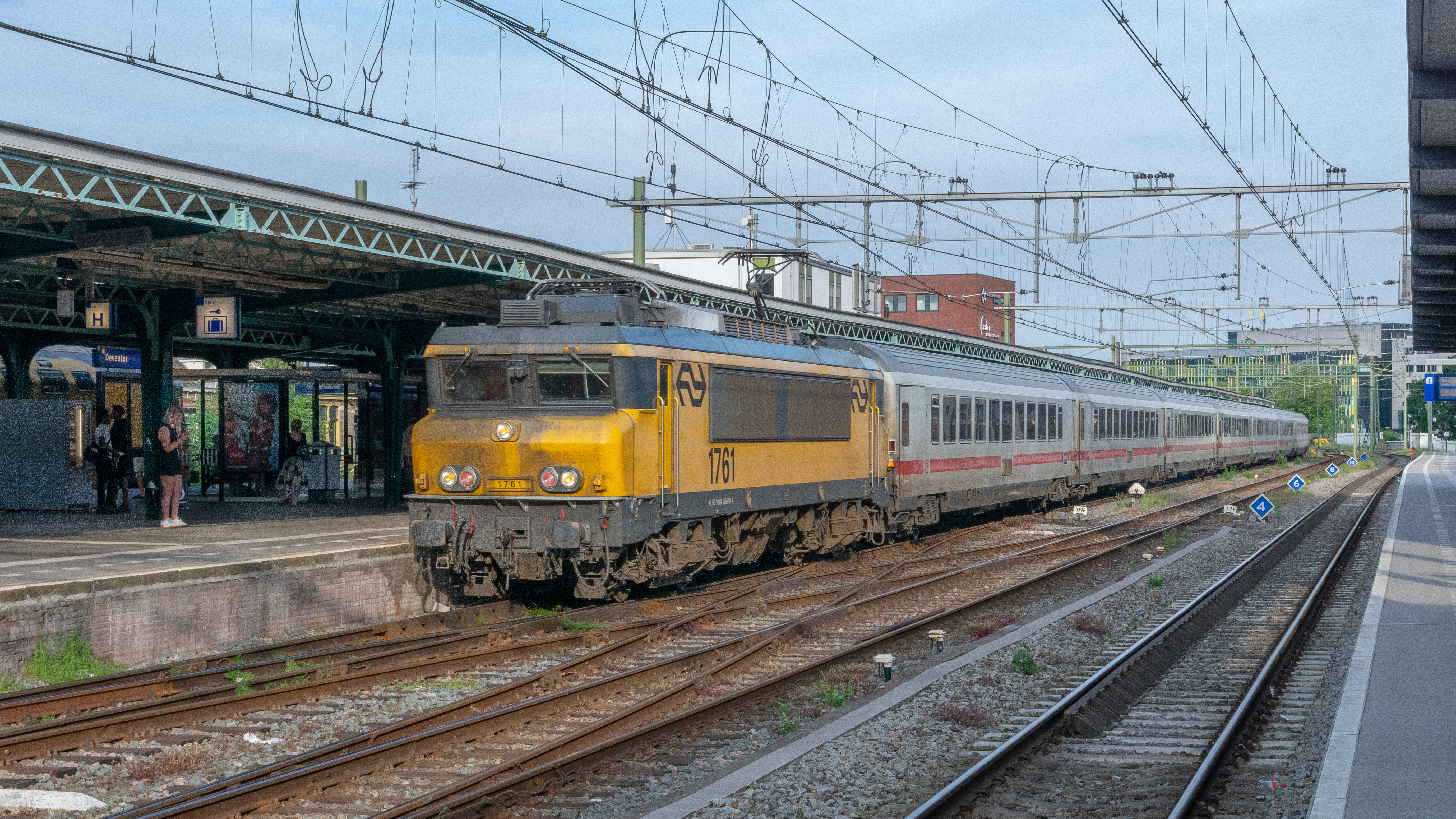
NS 1761 vor IC 142 von Berlin Ostbahnhof nach Amsterdam Centraal an Gleis 3, 2018

Im Jahresfahrplan 2022 verkehren folgende Linien:
| Serie     | Zugtyp    | Linienverlauf | Frequenz                                |
| --------- | --------- | --- | --------------------------------------- |
| 140 / 240 | Intercity | Amsterdam Centraal – Amersfoort Centraal – Apeldoorn – Deventer – Almelo – Hengelo – Bad Bentheim – Osnabrück Hbf – Minden (Westf) – Hannover Hbf – Berlin Hbf – Berlin Ostbahnhof | zweistündlich                           |
| 1500      | Intercity | Amsterdam Centraal – Hilversum – Amersfoort Centraal (– Deventer) | halbstündlich/stündlich jeweils zur HVZ |
| 1600      | Intercity | Schiphol Airport – Amersfoort – Apeldoorn – Deventer – Almelo – Hengelo – Enschede in Amersfoort Korrespondenzanschluss von Den Haag, Rotterdam und Utrecht                        | stündlich                               |
| 1700      | Intercity | Den Haag Centraal – Utrecht Centraal – Amersfoort – Apeldoorn – Deventer – Almelo – Hengelo – Enschede in Amersfoort Korrespondenzanschluss von Schiphol und Rotterdam             | stündlich                               |
| 2000      | Intercity | Den Haag Centraal – Utrecht Centraal – Amersfoort – Apeldoorn (– Deventer) | halbstündlich                           |
| 3600      | Intercity | Zwolle – Deventer – Zutphen – Arnhem – Nijmegen – ’s-Hertogenbosch – Tilburg – Breda – Roosendaal                                                                                  | halbstündlich                           |
| 7000      | Sprinter  | Apeldoorn – Deventer – Rijssen – Almelo (– Borne – Hengelo – Enschede) | halbstündlich                           |